# Rachel Quinn
Rachel Quinn (17 de enero de 1991, Los Ángeles, California) es una actriz y bailarina de Pole Dance estadounidense nacida el 17 de enero de 1991 en Los Ángeles, California es reconocida por interpretar el papel de Megan Steward en la película de terror psicológico de Michael Goi Megan Is Missing en 2011.

## Carrera
Rachel Quinn comenzó su carrera como actriz de teatro en su adolescencia, así obteniendo papeles en obras de teatro, películas, series de televisión, comerciales y vídeos industriales. Ha trabajado en el escenario durante años, desde campamentos de teatro y producciones de la escuela secundaria hasta papeles principales en la USC. Sin embargo, ella está principalmente interesada en actuar en cámara y ha realizado varios proyectos de estudiantes. Fue nominada para una mención al premio Joseph Jefferson en 2008 como actriz en un papel principal en un musical o revista por "Seven Brides for Seven Brothers" en el Circle Theatre de Chicago, Illinois.
Rachel tenía 17 años cuando interpretó a Megan en la película Megan is missing, que fue rodada en 2008.

## Vida personal
Rachel se casó en 2016 con un joven muchacho llamado Sam, en la actualidad trabaja como bailarina profesional de barra en Pole Dance Studio  y tiene una muy buena relación con la ex actriz  Amber Perkins actual amiga desde el 2006.

## Filmografía
- Megan is missing (2011)
- The Hands You Shake (2018)
- Kaka Nirvana (2010)
- She is The boy (2006)
- The Secret Pole Dance Studio: Promo (2016)
- TWST-1 - THE HEAVY WAIT (videoclip musical de 2014)
- Demo Reel (videoclip de 2011)
- Squaresville (2013)
- Tea Time: Alice in Wonderland (2012)
- Buckley (2011)
- A Bright Past (2008)